# Copertino
Copertino, Kupertyn – miasto i gmina we Włoszech, w regionie Apulia, w prowincji Lecce.
Według danych na rok 2004 gminę zamieszkiwało 22 349 osób, 392,1 os./km².
W Copertino urodził się św. Józef Deza (1603-1663) z zakonu Franciszkanów Konwentualnych.

## Współpraca
- Cupertino, Stany Zjednoczone